# Monique Duval
Pour les articles homonymes, voir Duval.
Monique Duval, née le 23 décembre 1924 à Québec et morte le 29 mai 2014 dans la même ville, est une historienne et journaliste québécoise.

## Biographie
Elle naît à Québec, dans une famille bourgeoise : son père est notaire e professeur de droit administratif, et sa mère (née Chalifour) est issue d'une famille d'industriels.
Elle commence à travailler pour les rubriques féminines de L'Événement-Journal à partir de 1954, puis en 1959 elle poursuit sa carrière pour Le Soleil, dans les pages culture puis avec une chronique sur l'Université Laval en 1962. Elle s'occupe ensuite d'une rubrique intitulée « Hier et aujourd'hui ».
Dès 1968, elle publie des articles sur l'histoire des rues à Québec et l'histoire locale, rassemblant plusieurs de ses chroniques dans des volumes publiés.
Elle a également fait des reportages à l'étranger (en France, en Allemagne, en Italie, en Yougoslavie, au Japon et en Corée).
Elle est présidente de la Société historique de Québec en 1988 et 1989, dont elle est nommée membre émérite en 1997.
Elle a été décrite comme une « pionnière de l’histoire de la ville de Québec »

## Ouvrages
- Monique Duval, Dossier de presse : Québec depuis 1608, Centre de documentation du Musée du Québec, 1973, 235 p..
- Monique Duval, Rétrospection Hors-série : L'Histoire du Québec par ses rues, Québec, Ministère des Communications, 1980, 261 p..
- Monique Duval, Découvrir Québec, Québec, Le Soleil - Éditions La Liberté, 1983 (ISBN 9782890840232).

## Distinctions
- 1977 - Insigne de la Société de généalogie de Québec
- 1977 - Prix d’excellence en information d’Héritage Canada
- 1980 - Membre de l’Ordre du mérite de la Société Saint-Jean-Baptiste de Québec
- 1980 - Membre de l’Ordre du Bon-Temps
- 1980 - Acadienne d’honneur de La Fayette
- 1982 - Membre de l’Ordre du Conseil de la vie française en Amérique
- 1984 - Prix Reine-Malouin
- 1984 -  Membre de l'Ordre du Canada[5]
- 1985 - Membre de l’Association Québec-Perche
- 1989 - Prix Reine-Malouin
- 2001 - Médaille de la Ville de Québec
- 2002 - Médaille du jubilé d'or d'Élisabeth II
- 2006 -  Chevalier de l'Ordre national du Québec[6]

## Hommages
- Une plaque "Ici vécut de la ville de Québec est présente au 110, Grande-Allée Ouest, en son honneur, pour indiquer son ancien lieu de résidence.